# Elektrizitätswirtschaft

Technischer Aufbau der Versorgungsnetze

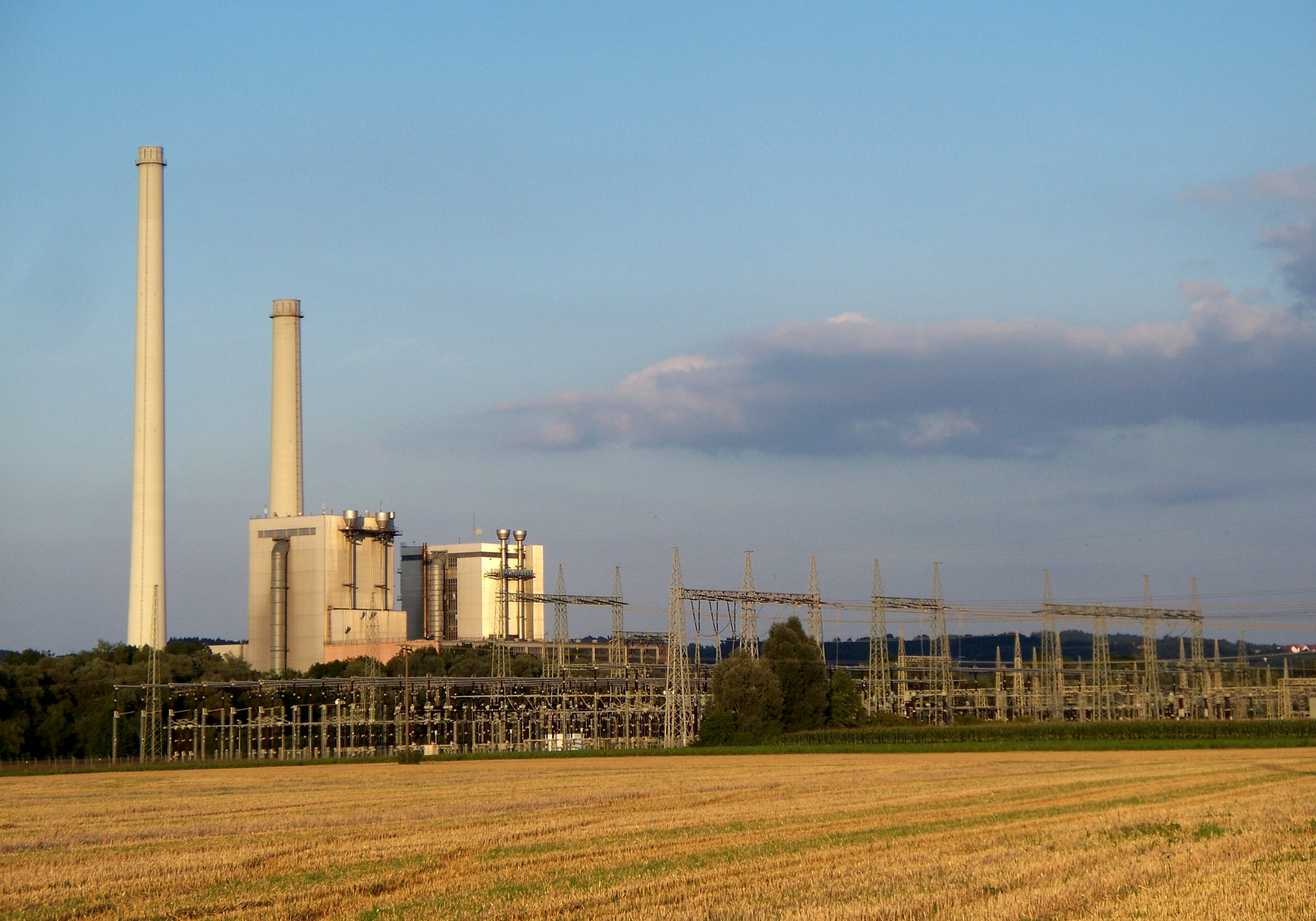
Kraftwerk Pleinting mit Umspannwerk

Als Elektrizitätswirtschaft, auch Elektrizitäts(versorgungs)- oder Strom(versorgungs)wirtschaft, -branche oder -sektor, wird der Wirtschaftszweig bezeichnet, der die Elektrizitätsversorgung (NACE-Sektor 351), also die Versorgung von Verbrauchern mit elektrischer Energie (umgangssprachlich „Elektrizität“ oder „Strom“) zum Inhalt hat.
Der Sektor beinhaltet alle Stufen der Elektrizitätsversorgung von der Erzeugung und Einspeisung über den Handel, Transport und Verteilung bis zum Endverbraucher. Grenzbereiche zu benachbarten Sektoren sind Dienstleistungen im Zusammenhang mit der Elektrizitätsversorgung und die Herstellung von Maschinen, Geräten und Anlagen, die der Elektrizitätsversorgung dienen.
Zur Branche gehören insbesondere die Betreiber von Kraftwerken aller Art, Stromhandelsunternehmen, Übertragungs- und Verteilungsnetzbetreiber, sowie als zahlenmäßig größte Gruppe die lokalen, regionalen und überregional integrierten Elektrizitätsversorgungsunternehmen. Da die Elektrizitätsversorgung als Teil der Grundversorgung in vielen Staaten der öffentlichen Kontrolle und besonderen Auflagen unterliegt, wird zumindest die Verteilung an den Endverbraucher vielfach von Unternehmen übernommen, die sich ganz oder teilweise in öffentlichem Besitz befinden (Stadtwerke o. ä.). Der Endverbraucher darf frei den Stromanbieter wechseln.
Die Elektrizitätswirtschaft, die dem Sekundärsektor (Industrie) zugerechnet wird, ist horizontal eng verzahnt mit den anderen Teilsektoren der Ver- und Entsorgungswirtschaft, insbesondere der ebenfalls netzgebundenen Versorgung mit Ferngas, Fernwärme und Wasser. Auf der anderen Seite besteht vertikal häufig eine Verflechtung mit dem Bergbau, der für die Gewinnung von Energierohstoffen (fossile Brennstoffe, Uran) zuständig ist.

## Geschichte

### Anfänge
In der Frühzeit der elektrischen Industrialisierung, die in Europa und den USA in den 1880er-Jahren begann, entstanden zuerst eine Vielzahl von kleinen Inselnetzen, die jeweils von einem einzelnen Kraftwerk (Zentrale) gespeist wurden. In der Regel wurden diese ersten Kraftwerke von Bahngesellschaften, für den Betrieb von elektrischen Bahnen, insbesondere Straßenbahnen, oder von stromintensiven Industriebetrieben (häufig Kohlebergwerke), die viele elektrische Maschinen betrieben, primär für die Eigenversorgung errichtet.
Die Ausdehnung der frühen Inselnetze war technisch auch dadurch begrenzt, dass häufig noch mit Gleichstrom gearbeitet wurde, so dass keine Transformation für eine verlustarme Übertragung über weitere Strecken möglich war. Die Leistungen der Kraftwerke lagen anfangs im Bereich von wenigen hundert Kilowatt, stiegen aber nach und nach in den Megawatt-Bereich. Bei den Kraftwerken handelte es sich meist um Wasser- oder Kohlekraftwerke (anfangs meist noch mit Kolbendampfmaschinen), deren Standorte durch das Vorhandensein eines Flusses oder einer günstigen Kohleversorgung (Nähe zu einem Kohlebergwerk, Hafen oder Bahnanschluss) vorgegeben wurden.
Erst ab etwa 1900 entstand mit zunehmender Elektrifizierung nach und nach der Bedarf, die elektrische Straßenbeleuchtung, später auch Kleingewerbe und letztlich Privathaushalte an das Versorgungsnetz anzuschließen und hierfür die Netze in den größeren Ortschaften auszubauen. Die größeren Städte gründeten hierfür öffentliche Elektrizitätswerke (Stadtwerke), die eigene Kraftwerke betrieben und ein Netz aufbauten. Kleinere Städte hingegen, für die sich der Betrieb eines eigenen Kraftwerkes nicht lohnte oder die das notwendige Kapital hierfür nicht aufbringen konnten, kooperierten häufig mit einem lokalen Kraftwerksbetreiber. Der Betreiber des Kraftwerkes schloss hierfür in der Regel einen Konzessionsvertrag mit der zu versorgenden Gemeinde, die dem Betreiber das exklusive Recht zusicherte, im Ort ein elektrisches Netz aufzubauen und die Endverbraucher im Ort anzuschließen und zu versorgen. Hierdurch erhielt der Betreiber die Sicherheit, dass die hohen Kosten, die für den Aufbau des Netzes entstanden, gedeckt würden. Im Gegenzug zur Vergabe des Netzmonopols erhielten die Kommune häufig einen Besitzanteil an der Betreibergesellschaft, so dass die Kommune an den Gewinnen beteiligt war. Oder das Netzmonopol verblieb bei der Kommune und der Kraftwerksbetreiber erhielt eine Minderheitsbeteiligung (häufig 49 %) an den Stadtwerken. So waren kommunale Stadtwerke und privatwirtschaftliche Kraftwerks- und Netzbetreiber durch gegenseitige Beteiligungen eng miteinander verknüpft.
Parallel zur Elektrizitätswirtschaft bildete sich eine ähnliche Struktur in Gas- und Trinkwasserwirtschaft heraus. Häufig waren die Versorgungsunternehmen horizontal integriert.

### Entstehung der Regionalversorger (Überlandwerke)

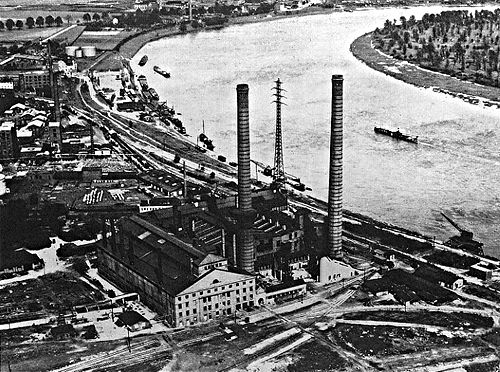
Das RWE-Kraftwerk Reisholz mit der dazugehörigen Freileitungskreuzung über den Rhein (um 1930)

Mit wachsender Ausbreitung der städtischen Netze und fortschreitender Elektrifizierung in ländliche Regionen hinein entstand um 1910 der Bedarf, die lokalen Netze zu verbinden und eine flächendeckende Versorgung zu schaffen. Diese Aufgabe übernahmen sogenannte Überlandwerke, welche ausgehend von leistungsstarken Kraftwerken (Überlandzentralen) ein regionales Wechselstromnetz aufbauten, an das die Netze der Stadtwerke angebunden wurden. Wegen des großen Kapitalbedarfes einerseits und der Monopolstellung andererseits waren an den Überlandwerken meist sowohl privatwirtschaftliche Geldgeber als auch die öffentliche Hand, insbesondere die Landkreise und Kommunen des Versorgungsgebietes, beteiligt. Aus den Überlandwerken entstanden später die heutigen Regionalversorger.
Es stellte sich schnell heraus, dass der Kraftwerks- und Netzbetrieb im Überlandverbund technisch und auch wirtschaftlich überlegen war. In der Folge gaben viele Stadtwerke den Betrieb eigener Kraftwerke auf und ließen ihre Netze nur noch von den Überlandwerken versorgen. Auch kam es zu einer Konzentration unter den Kraftwerksbetreibern; viele kleinere Kraftwerksgesellschaften wurden von den finanzkräftigen Überlandwerken übernommen und an das regionale Netz angeschlossen.

### Entstehung der Verbundwirtschaft
Nach dem Ersten Weltkrieg, in den 1920er-Jahren, bildete sich oberhalb der Stadt- und Überlandwerke eine dritte Ebene heraus, die die Überlandnetze in einem landesweiten Hochspannungsverbund verknüpfte. Hierfür gründeten viele Länder eigene Verbundgesellschaften zwecks Zusammenarbeit in der Verbundwirtschaft. In Deutschland waren dies beispielsweise die Elektrowerke im Besitz des Deutschen Reiches, das Bayernwerk im Freistaat Bayern, die Preußische Elektrizitäts AG im Freistaat Preußen, die Badische Landes-Elektrizitäts-Versorgungs AG im Land Baden, die Vereinigten Elektrizitätswerke Westfalen in der Provinz Westfalen.
Wie zuvor bei den Überlandwerken kam es auch hier zu einer Konzentration, in der die mächtigen Verbundunternehmen regionale Versorger übernahmen und deren Kraftwerkskapazität in ihren Verbund eingliederten. Letztlich kam den Regionalversorgern nur noch die Rolle eines Zwischenverteilers zu; die Erzeugung lag weitgehend bei den Großkraftwerken der Verbundunternehmen.
Nachdem sich die Verbundunternehmen in Deutschland anfangs noch Konkurrenz gemacht hatten, grenzten sie Ende der 1920er-Jahre in Demarkationsverträgen (Elektrofriede) ihre Versorgungsgebiete gegeneinander ab. Auf staatlicher Ebene wurde die so unter starker Beteiligung der Öffentlichen Hand entstandene Monopolstruktur 1935 durch das Energiewirtschaftsgesetz (EWG) abgesichert. Die Drei-Ebenen-Struktur mit den regionalen Monopolen blieb in Westdeutschland über das Ende des Deutschen Reiches hinaus bestehen. Das EWG und die Demarkationsverträge behielten auch in der Bundesrepublik Deutschland ihre Gültigkeit; im 1957 erlassenen Gesetz gegen Wettbewerbsbeschränkungen wurden die Gebietsschutzverträge ausdrücklich vom Kartellverbot freigestellt.

### Liberalisierung und Entflechtung
Die oben beschriebene Kartellstruktur blieb in Deutschland und vielen anderen europäischen Staaten bestehen, bis sich 1996 die EU-Staaten, basierend auf der EWG-Verordnung Nr. 17/62 für das Wettbewerbsrecht, auf eine Liberalisierung und Entflechtung der Energiemärkte in Europa verständigten.
In nationales Recht umgesetzt wurde die europäische Vorgabe in Deutschland zunächst 1998 durch eine Novelle des Wettbewerbsgesetzes, durch welche als gravierendste Änderung die geschlossenen Demarkationsverträge aufgehoben wurden. Die Verbundunternehmen traten so wieder in Konkurrenz zueinander und mussten sich untereinander die Durchleitung durch ihre Übertragungs- und Verteilnetzen ermöglichen. Etwa zeitgleich entstand durch die Schaffung von Strombörsen ein Stromhandelsmarkt und es entstanden neue Stromanbieter, die überwiegend als reine Händler ohne eigene Erzeugungskapazität agierten und denen ebenfalls der Zugang zu den Netzen geöffnet wurde. Weiterhin fiel die vermehrte privilegierte Einspeisung von Strom aus Erneuerbaren Energieformen in diese Zeit.
In der Folge kam es in Deutschland um die Jahrtausendwende zu einer neuen Konzentrationswelle, in der sich die Anzahl der Verbundunternehmen von neun (PREAG, Bewag, HEW, VEW, RWE, VEAG, Bayernwerk, Badenwerk, EVS) auf vier (RWE, EnBW, E.ON, Vattenfall) reduzierte.
Als weitere tiefgreifende Maßnahme beschloss die EU im Jahre 2009 als Teil des sogenannten Dritten Binnenmarktpaketes (mit Richtlinien zur Änderung und Ergänzung der bestehenden Richtlinien Richtlinie 2003/54 zum Elektrizitätsbinnenmarkt|2003/54 zum Elektrizitätsbinnenmarkt und Richtlinie 1228/2003 zum grenzüberschreitenden Stromhandel) die Entflechtung der Übertragungsnetzbetreiber. Die Verbundunternehmen erhielten die Vorgabe, die Erzeugung und den Netzbetrieb buchhalterisch und auch gesellschaftsrechtlich zu trennen. In der Folge lagerten die vier deutschen Verbundunternehmen den Netzbetrieb jeweils unter neuer, neutraler Firma in eine eigene Gesellschaft aus, die anschließend unter dem Druck der Kartellaufsichtbehörden ganz oder größtenteils veräußert wurde.
Wie die Koordination von Erzeugung, Handel, Vertrieb und Lieferung im Rahmen der seit dem Energiewirtschaftsgesetz von 1998 neuregulierten Strom- und Gaswirtschaft funktioniert, beschreibt der Artikel Energiemarkt.

## Situation nach Ländern

### Deutschland
Branchenverband: Bundesverband der Energie- und Wasserwirtschaft (bis 2007: Verband der Elektrizitätswirtschaft)

### Österreich
Branchenverband: Österreichs E-Wirtschaft (bis 2010: Verband der Elektrizitätsunternehmen Österreichs)

### Schweiz
Die Entstehung der schweizerischen Elektrizitätswirtschaft kann auf das Jahr 1879 zurückgeführt werden, als Johannes Badrutt im Kulmhotel St. Moritz erstmals eine elektrische Beleuchtung mit Lichtbogenlampen installieren liess, die über eine 7-kW-Wasserkraftanlage versorgt wurde.  Das erste kleine Kraftwerk (180 PS) zur Versorgung der kommunalen Beleuchtung wurde ab 1882 in Lausanne betrieben. Einen nationalen Meilenstein bei der Stromübertragung stellte 1884 die einige km lange Gleichstrom-Leitung von einem Kraftwerk in der Bieler Taubenloch-Schlucht zur Drahtzieherei im Quartier Biel-Bözingen dar. 1886 wurde das 2000-PS-Kraftwerk Taulan bei Montreux eingeweiht. Die bis 1900 erstellten 112 Kleinkraftwerke wurden mit Wasserturbinen und teilweise mit Dampfmaschinen betrieben. Sie dienten überwiegend Beleuchtungs-Zwecken, wobei zunehmend auch industrielle Motorantriebe und später Wärme-Anwendungen hinzukamen.
Den ersten Anfängen folgte ab der Jahrhundertwende fast ein Investitionsboom in die Wasserkraft, aufgeteilt in Laufkraftwerke des Flachlands und Speicherkraftwerke in eher gebirgigeren Regionen, nunmehr durchgehend auf Basis Wechselstrom. Bereits 1920 wurde mit Ruppoldingen das erste Pumpspeicherkraftwerk in Betrieb genommen.
Nebst den Grossanlagen Grande Dixence und Mauvoisin sowie einer grossen Zahl mittlerer Wasserkraft-Anlagen gingen in den folgenden Jahrzehnten auch einige thermische Kraftwerke in Betrieb, das grösste davon mit 286 MW Leistung das ölthermische Werk Chavalon bei Vouvry VS von 1965, das seit den 1990er Jahren allerdings stillgelegt ist.
Vor Inbetriebnahme des nach dem – aufgrund eines Unfalls kürzerfristig wieder stillgelegten – Kernkraftwerk Lucens zweiten Schweizer AKW, Beznau 1, betrug der Wasserkraft-Anteil an der Schweizer Stromproduktion noch 99 Prozent. Nachdem dann noch der Block 2 von Beznau, das Kernkraftwerk Mühleberg, das Kernkraftwerk Gösgen, das Kernkraftwerk Leibstadt und anderseits die Wasserkraft-Grossanlage Cleuson Dixence den Betrieb sukzessive aufnahmen, beträgt dieser Anteil heute nur noch rund 60 Prozent. Relativ bescheidene Wachstumsraten verzeichnen in der Schweiz nach wie vor die neuen erneuerbaren Energien, etwa Sonnen- und Windstrom.
Die Schweiz gilt logistisch als eine Stromdrehscheibe Europas. Branchenverband ist der Verband Schweizerischer Elektrizitätsunternehmen (VSE).